# Штурм Мервильской батареи
Штурм Мерви́льской батаре́и (англ. Battle of Merville Gun Battery) — операция британского воздушного десанта, часть операции «Тонга», осуществлённая 6 июня 1944 года в ходе высадки союзников в Нормандии во время Второй мировой войны. 
Целью операции была нейтрализация тщательно охранявшейся немцами артиллерийской батареи в Мервиле, вооружённой крупнокалиберными дальнобойными орудиями. Разведка союзников полагала, что огонь батареи способен причинить значительный ущерб британским войскам, высаживающимся на побережье Сорд-Бич всего в 13 километрах от неё. Поэтому нейтрализация батареи была одной из первоочередных целей воздушного десанта.
Задача — нейтрализовать батарею — была поставлена 9-му парашютному батальону из состава 3-й парашютной бригады 6-й воздушно-десантной дивизии Великобритании. Во время десантирования парашютисты были рассеяны на большой площади, и в результате к месту сбора батальона добрались только 150 десантников из 600, не имевшие ни тяжёлого вооружения, ни техники. В ходе кровопролитного штурма немецкая батарея была захвачена. Десантники обнаружили, что она вооружена орудиями чешского производства калибром 100 мм и дальнобойностью до 10 000 метров, хотя и устаревшими, но всё ещё способными нанести урон наступающим войскам союзников.
75 британских парашютистов, уцелевших после атаки, сумели вывести из строя два из четырёх артиллерийских орудий в казематах, используя то небольшое количество взрывчатки, которое у них имелось. После этого десантники отступили с батареи, что позволило немцам вновь её занять и частично восстановить орудия. На следующий день британские коммандос попытались вновь захватить батарею, но безуспешно. Немецкие войска, хотя и не могли вести эффективный огонь по войскам союзников, удерживали позиции до 17 августа 1944 года, после чего отступили.

## Предыстория
На этапе планирования операции «Нептун» командованием сил союзников было решено высадить на парашютах и планёрах 6-ю воздушно-десантную дивизию генерал-майора Ричарда Гейла между реками Орн и Див в районе города Кан с целью прикрытия левого фланга зоны вторжения союзников. Эта операция под кодовым названием «Тонга» включала в себя захват невредимыми и удерживание двух стратегически важных автомобильных мостов через Канский канал и Орн с целью предотвратить фланговые удары немецких войск по морскому десанту союзников, а в дальнейшем использовать этот единственный в восточном направлении выход на оперативный простор для развития наступления британских войск. Также было необходимо уничтожить несколько мостов через реку Див, чтобы не допустить перемещения по ним немецких войск, и освободить несколько населённых пунктов. После достижения целей операции 6-й воздушно-десантной дивизии предписывалось удерживать плацдарм, включавший в себя захваченные мосты, до подхода основных сил с побережья. Кроме того, было необходимо нейтрализовать артиллерийскую батарею в Мервиле, которая, как полагала разведка союзников, была вооружена орудиями калибром около 150 мм и дальностью стрельбы более 13 км, способными причинить значительный ущерб 3-й британской пехотной дивизии, высаживающейся на участке побережья «Сорд-Бич».

### Батарея
Расположение Мервильской батареи в устье реки Орн позволяло контролировать единственный проход по Канскому каналу в морской порт города Кан — столицы Нижней Нормандии. Первым стратегическую важность этой позиции оценил известный французский военный инженер маршал Вобан, по планам которого ещё в 1779 году был возведён редут (фр. Redoute de Merville) на побережье во Франсвиле.
Руководствуясь теми же соображениями, в 1941 году германское командование поручило Организации Тодта, ответственной за возведение оборонительных сооружений Атлантического вала, построить в двух километрах от побережья стационарную батарею, ориентированную к устью Орна. К августу 1942 года были завершены железобетонные казематы № 1 и № 2. В январе 1944 года фельдмаршал Эрвин Роммель был назначен командующим группой армий «В» вермахта в Нормандии. Однажды, объезжая возвышенности Амфревиля к востоку от реки Орн, по соседству с батарей, он произнёс:

Эта местность — ключ к вторжению во Францию, а, следовательно, и к Германии.Оригинальный текст (англ.)This area is the key for the invasion of France and hence towards Germany.— фельдмаршал Эрвин Роммель.
 По распоряжению фельдмаршала было начато спешное возведение ещё двух казематов. Однако в ходе инспекции батареи 6 марта 1944 года Роммель остался недоволен темпами строительства и потребовал его ускорить. Организация Тодта наладила круглосуточные работы, и к маю того же года два недостроенных каземата были завершены. Кроме того, на территории объекта были построены подземный командный бункер с перископом, казарма для солдат и склады боеприпасов. Командир батареи должен был управлять прицельным огнём своих орудий по морским и сухопутным целям из передового командно-наблюдательного бункера на побережье во Франсвиле, который был связан с ней подземным бронированным телефонным кабелем.
Каземат № 1 относился к так называемому типу «611» и был значительно массивнее (на его сооружение пошло 1400 кубометров бетона) и вместительнее остальных трёх более лёгкого типа «669» (500 кубометров бетона). Обычно такие крупные укрытия немцы строили для орудий калибром 155 миллиметров и дальнобойностью до 17 километров, что и ввело в заблуждение разведку союзников. В действительности батарея была вооружена четырьмя 100-мм гаубицами чешского производства Škoda 100-mm houfnice vz. 14/19 времён Первой Мировой Войны (по немецкой классификации — 10 cm leFH 14/19(t)). Такое орудие весом около двух тонн могло посылать 14-килограммовые снаряды на расстояние до 10 километров с максимальной скорострельностью до 8 выстрелов в минуту. Нормальная скорострельность батареи составляла 6 залпов в минуту всеми четырьмя орудиями, или батарейной очередью 24 выстрела в минуту. Казематы, железобетонные перекрытия которых толщиной 1,8 м были засыпаны сверху слоем земли такой же толщины, а входы защищали стальные бронированные двери, служили надёжным укрытием орудий на случай авианалёта или артобстрела. Для ведения огня расчёт гаубицы должен был выкатывать её на открытые позиции перед казематами.
В плане батарея представляла собой неправильный круг диаметром около 500 метров, обнесённый по периметру, кроме главного въезда, минным полем шириной до 91 метра, ограждённым с внутренней и внешней стороны двумя рядами колючей проволоки шириной 4,6 и высотой 1,5 метра. Со стороны побережья между минным полем и батареей был вырыт противотанковый ров, который по плану должен был окружать весь объект, но так и не был завершён. Чтобы воспрепятствовать высадке воздушного десанта, фельдмаршал Роммель приказал затопить окрестные болота и низменности, для чего в устье реки Див, расположенном восточнее батареи, возвели дамбу.
Командира батареи гауптмана Карла-Генриха Вольтера (нем. Karl-Heinrich Wolter), убитого во время бомбардировки Королевскими ВВС 19 мая 1944 года, сменил обер-лейтенант Раймунд Штайнер (нем. Raimund Steiner). Под его командованием находился гарнизон из 50 сапёров и 80 рядовых-артиллеристов 1-й батареи 1716-го артиллерийского полка — всего 130 человек. Часть из них обороняла объект с помощью нескольких зенитных пушек 2 cm FlaK 30 и около десятка пулемётов, расположенных на соединённых бетонированными траншеями огневых позициях, позволявших держать подходы к батарее под перекрёстным огнём. Кроме того, отделение 3-й батареи того же полка обслуживало командно-наблюдательный пункт обер-лейтенанта Штайнера на побережье. 1716-й артиллерийский полк был частью 716-й пехотной дивизии вермахта, помимо этого, имевшей в своём составе восемь пехотных батальонов, плохо вооружённых разнотипным оружием иностранного производства. Личным составом дивизии, укомплектованным коллаборационистами из Польши, СССР и Франции, командовали немецкие офицеры и унтер-офицеры. 716-я пехотная дивизия была дислоцирована в Нормандии с июня 1942 года и отвечала за оборону участка Атлантического вала в районе устья реки Орн протяжённостью 34 км.

### Приготовления британцев
Бомбардировки Королевских ВВС, последняя из которых состоялась 19 мая 1944 года, не причинили Мервильской батарее сколько-нибудь значительных повреждений. Для британского командования стало очевидным, что нейтрализовать орудия, спрятанные в железобетонных казематах, можно только прямыми попаданиями боеприпасов самого крупного калибра. Однако обеспечить необходимую точность ударов с воздуха или огня корабельной артиллерии было весьма затруднительно, учитывая небольшие размеры целей, тщательную их маскировку противником и расположение батареи вдали от морского побережья. Штурм силами пехотного подразделения представлялся в такой ситуации более действенным решением. Поэтому уничтожение батареи было поручено 9-му парашютному батальону 3-й парашютной бригады 6-й воздушно-десантной дивизии подполковника Теренса Отуэя.
Как и прочие парашютные батальоны, 9-й изначально состоял из штаба и трёх стрелковых рот, именуемых буквами английского алфавита «A», «B» и «C». В каждой роте, состоявшей из штаба и трёх взводов, насчитывалось 5 офицеров и 120 унтер-офицеров и рядовых. Парашютный взвод, возглавляемый офицером, состоял из штаба и трёх отделений по 8 рядовых под командованием капрала и сержанта, всего — 36 человек. Десантники были вооружены ручными гранатами, винтовками Lee Enfield и пистолет-пулемётами STEN, причём количество последних было значительно больше, чем в обычном пехотном батальоне. Кроме того, на каждое отделение приходилось по одному ручному пулемёту Bren, 2-дюймовому миномёту и одной снайперской винтовке Lee Enfield с оптическим прицелом. С 1944 года батальону была добавлена штабная рота (иначе — рота поддержки) в составе пяти взводов: автотранспортного, взвода связи, миномётного, пулемётного и противотанкового. Их вооружение состояло из восьми 3-дюймовых миномётов, четырёх пулемётов Vickers и десяти ручных противотанковых гранатомётов PIAT. Кроме того, в составе батальона имелись авианаводчики, разведчики, инженеры, медики и десантники-планеристы.
|  |

Учитывая исключительную трудность задачи, подполковник Отуэй получил от командования карт-бланш на планирование и подготовку операции. Внимательно изучив разведданные, Отуэй разработал сложный план штурма, согласно которому, сразу после полуночи Дня «Д» (англ. D-Day) на площадке приземления «V», расположенной между коммуной Варавиль и батареей в 2,5 километрах от последней, вместе с авианаводчиками высаживается передовая разведгруппа из десяти человек 9-го парашютного батальона. Её задача — незаметно подобраться к батарее, провести детальную рекогносцировку, прорезать заграждение из колючей проволоки и разминировать проходы через минное поле. В 00:30 сотня тяжёлых бомбардировщиков Королевских ВВС Lancaster или Halifax наносит удар по батарее бомбами особой мощности Blockbuster (калибр 1800 кг) в попытке уничтожить её или, по крайней мере, разрушить оборонительные сооружения. Затем в 00:50 на площадку приземления высаживается весь 9-й парашютный батальон в сопровождении взвода сапёров 591-й парашютной роты Королевских инженеров с большим количеством снаряжения, включая миноискатели, «бангалорские торпеды» для прорыва заграждений из колючей проволоки, а также две противотанковые пушки QF 6 pounder, предназначенные для пробивания стальных дверей казематов. К 04:00 все силы сосредотачиваются на подступах к объекту, и в 04:30 взвод № 4 роты «B» осуществляет отвлекающую диверсию — атакует главные ворота батареи; одновоременно снайперы уничтожают вражеских солдат в дотах, пулемётных гнёздах и на позициях зенитных орудий. Далее наступает наиболее рискованный этап плана подполковника Отуэя — удар coup de main по батарее. Штурмовая команда из 50 добровольцев роты «A» и группы Королевских инженеров, вооружённых огнемётами Lifebuoy, высаживается на трёх планёрах Airspeed Horsa непосредственно между казематами, ломая, при необходимости, крылья о наземные сооружения. В тот же самый момент рота «C» начинает прорыв к ним на помощь по заранее подготовленным проходам через колючую проволоку и минное поле, за ней следуют остальные бойцы рот «A» и «B». В 05:30, в случае отсутствия условных сигналов об успехе наземной операции, лёгкий крейсер Королевского флота Arethusa открывает огонь всеми шестью 152-мм орудиями главного калибра в попытке уничтожить батарею с моря.
После нейтрализации батареи 9-му парашютному батальону предстояло в тот же день выполнить ещё две боевые задачи — захватить и уничтожить немецкий штаб и береговую РЛС Кригсмарине в коммуне Сальнель, а затем — освободить и удерживать населённый пункт Ле-Плэн (фр. Le Plein; ныне — достопримечательность в коммуне Амфревиль), который также был весьма важной целью для десантников, поскольку находился на господствующей возвышенности, откуда простреливался практически весь плацдарм, занятый 6-й воздушно-десантной дивизией.
Всего 9-й парашютный батальон насчитывал 600 человек. Кроме того, с учётом характера предстоящей миссии, в распоряжении подполковника Отуэя в качестве дополнительной медицинской помощи находился 3-й взвод 224-го парашютного медицинского отряда Королевского армейского медицинского корпуса, в составе 14 санитаров с носилками, писаря и трёх медбратьев-рядовых под командой военврача-офицера и медбрата в звании штаб-сержант. Ещё одно подразделение — рота «A» 1-го канадского парашютного батальона — должно было обеспечить боевое охранение британских парашютистов на маршруте к батарее и после отхода — к другим целям. Однако непосредственного участия канадцев в штурме не планировалось. Для связи с крейсером Arethusa Отуэю было придано несколько морских радистов, обученных прыжкам с парашютом. Общая численность десантников, задействованных в этой операции — около 750 человек.
Доставку в район десантирования 9-го батальона осуществляли 32 транспортных самолёта Dakota 512-й эскадрильи Королевских ВВС, бравшие на борт по 2 отделения вооружённых десантников и контейнеры с их личным снаряжением. Доставку тяжёлого вооружения с боеприпасами — противотанковых орудий, пулемётов и миномётов, транспортных средств (джипов Willys MB) с прицепами, сапёрного снаряжения, включая взрывчатку и миноискатели, а также радиостанций — организовали ещё на пяти планёрах Horsa, имевших размах крыльев 27 и длину 20 метров и максимальную грузоподъёмность 7140 килограмм.
В апреле 1944 года 9-й парашютный батальон был переброшен в Уолбери-Хилл (Беркшир), где в течение семи дней Королевские инженеры построили полномасштабную копию Мервильской батареи, включая заграждения из колючей проволоки и другие препятствия. Следующие пять дней были посвящены инструктажу десантников и ознакомлению с устройством батареи. Были проведены девять учебных штурмов, четыре из которых — ночью.

## Ход боевых действий

### Высадка и концентрация сил
Сразу после полуночи 6 июня 1944 года передовая группа 9-го парашютного батальона высадилась вместе с авианаводчиками бригады и без каких-либо проблем добралась до места сбора батальона. Пока часть парашютистов занималась подготовкой позиций, заместитель командира батальона майор Джордж Смит (англ. George Smith) отправился с разведгруппой на рекогносцировку. В это же время бомбардировщики Lancaster Королевских ВВС нанесли, как и было запланировано, бомбовый удар по батарее, однако промахнулись мимо цели — их бомбы легли южнее, не причинив вреда немцам, но едва не накрыв своих разведчиков и авианаводчиков на площадке приземления. По счастливой случайности никто из них не пострадал, но в густом дыму среди разрушений от бомбардировки их сигнальные огни перестали быть видны пилотам транспортных самолётов, а приводные радиомаяки Eureka оказались сломанными при десантировании.
В 01:00 основные силы 9-го парашютного батальона начали высадку, однако из-за проблем с наведением транспортных самолётов бо́льшая часть бойцов оказалась на значительном удалении от намеченной площадки приземления «V». Подполковник Отуэй приземлился со своим отделением в 370 метрах от неё, на ферме, служившей командным пунктом немецкому батальону. После скоротечного боя отделение Отуэя помогло другим разбросанным десантникам и в 01:30 вместе с ними прибыло на место сбора. К 02:50 на сборном пункте насчитывалось лишь 150 парашютистов с 20 «бангалорскими торпедами», одним станковым пулемётом Vickers, несколькими ручными пулемётами Bren и одной радиостанцией. Из медиков присутствовали только старший офицер и несколько санитаров. Никто из сапёров и морских связистов не сумел добраться до площадки приземления. Ни один из пяти планёров с миномётами, противотанковыми пушками, джипами, медицинским и сапёрным снаряжением не прибыл. Как выяснилось позднее, из-за непогоды самолёты-буксировщики потеряли их над Ла-Маншем и все они вместе с экипажами пропали без вести — вероятнее всего, погибли в море.
Понимая необходимость нейтрализовать батарею до начала высадки союзников на побережье, Отуэй решил не терять времени и двинулся к ней с теми силами, которые были у него в наличии. По дороге ему пришлось пробираться через сплошные поля воронок глубиной до трёх метров, оставшихся после недавней бомбардировки. Возле коммуны Гонвиль-ан-Ож к нему присоединилась разведгруппа майора Смита. Разведчики полностью выполнили возложенные на них по плану задачи: разрезали колючую проволоку и расчистили четыре прохода через минное поле. Поскольку миноискатели и специальная маркировочная лента пропали вместе с планёрами, разведчикам пришлось, передвигаясь ползком, обезвреживать мины вручную, помечая границы безопасных проходов следами каблуков ботинок.

### Штурм батареи
В 04:30 подполковник Отуэй разделил своих людей на четыре штурмовые группы — по одной на каждый каземат, которые под командованием майора Аллена Пэрри (англ. Allen Parry) стали готовиться к проникновению на батарею через минное поле. Их передвижения привлекли внимание немцев, которые открыли по обоим флангам 9-го батальона перекрёстный огонь из шести пулемётов. Небольшая группа парашютистов под командованием сержанта Найта (англ. Knight) атаковала три из них, находящихся ближе к главным воротам, и перебила расчёты штыками и гранатами, в то время как сержант Макгивер (англ. McGeever) подавил три других на левом фланге из единственного пулемёта Vickers. Затем сержант Найт повёл своих бойцов в отвлекающую атаку на главные ворота, стреляя изо всех видов оружия и производя как можно больше шума, чтобы отвлечь внимание немцев.
В этот момент над батареей появились два планёра Horsa штурмовой группы. У третьего планёра вскоре после вылета из Англии из-за плохой погоды лопнул буксировочный трос, и он был вынужден приземлиться на базе Королевских ВВС Одихэм. Густая облачность и дым от пожаров после бомбардировок мешали пилотам ориентироваться, а парашютисты не могли обозначить для них зону посадки на батарее осветительными ракетами, поскольку те были потеряны при десантировании. В результате один из планёров по ошибке сел в деревне, отстоящей на 3,2 км от батареи. Пилоты другого сумели найти свою цель, но при заходе на посадку были встречены огнём батарейной ПВО, который ранил четырёх десантников на борту и сбил машину с курса, так, что она стала падать в центр минного поля. Однако старший пилот штаб-сержант Керр (англ. Kerr) сумел дотянуть до лесополосы за ним, где и совершил жёсткую посадку, в результате которой было ранено ещё несколько человек. Уцелевшие десантники выбрались из обломков планёра как раз вовремя, чтобы подстеречь и уничтожить из засады немецкое подразделение, направлявшееся для усиления гарнизона батареи, однако шанс нанести удар coup de main был упущен.
Подполковник Отуэй начал штурм, как только заметил заходящий на посадку планёр штаб-сержанта Керра. Взрывы «бангалорских торпед», расчистившие два прохода в колючей проволоке, по которым десантники бросились в атаку через минное поле, всполошили немцев. Огонь по нападающим открыли три пулемётных гнезда, но вскоре они были подавлены пулемётами Bren и снайперами десанта. Немцы, застигнутые поначалу врасплох, сумели быстро сориентироваться и организовать оборону — осветили поле боя ракетами и открыли по британцам прицельный огонь из зенитных орудий. Кроме того, часть атакующих, сбившись в темноте с пути, подорвалась на минах. В результате атаки парашютисты понесли тяжёлые потери. Так, из группы, штурмовавшей четвёртый каземат, только четыре бойца сумели невредимыми добраться до цели и нейтрализовать её, стреляя через амбразуры и бросая гранаты в вентиляционные шахты. Полковник Отуэй ввёл в бой резерв, чтобы подавить огневые точки противника, которые всё ещё стреляли по штурмовым группам, уже находящимся на батарее. Очистить казематы № 1, 2 и 3 от противника удалось при помощи осколочных и фосфорных гранат благодаря небрежности гарнизона — во время предшествующей бомбардировки артиллеристы убрали орудия внутрь казематов, но оставили открытыми для вентиляции внешние стальные двери. За время штурма 22 солдата вермахта были убиты и примерно столько же сдались в плен. Остальная часть гарнизона осталась незамеченной, спрятавшись в подземных бункерах.
Во время бомбардировки командир батареи обер-лейтенант Штайнер находился в командно-наблюдательном бункере во Франсвиле. Узнав о штурме, он отправился на батарею, но не смог попасть внутрь из-за огня британских десантников. В это же время прибыл немецкий разведывательный патруль армейского ПВО на полугусеничной ЗСУ крупного калибра. Её экипаж намеревался укрыться на батарее, но вместо этого по приказу обер-лейтенанта Штайнера открыл огонь из своего орудия по атакующим.
Захватив казематы, десантники обнаружили, что вместо ожидаемых 150-миллиметровых орудий в них находятся чешские 100-миллиметровые полевые гаубицы Škoda образца 1919 года, (10 cm leFH 14/19(t), по немецкой классификации). Хотя это была устаревшая артиллерия, её дальнобойность до 10 000 метров всё ещё позволяла нанести существенный ущерб войскам союзников на плацдарме «Сорд-бич», а потому требовалось её нейтрализовать. Поскольку сапёрный взвод и вся специальная взрывчатка были рассеяны при десантировании, британцам пришлось импровизировать. В ствол одного из орудий они вставили снаряд задом наперёд, затем зарядили его с казённой части ещё одним и произвели выстрел, который полностью разрушил орудие. У двух других орудий взрывами пластита из личных боекомплектов, предназначенного для начинки гранат Гэммона, были повреждены казённики и механизмы наведения. Ещё одно орудие десантники попытались нейтрализовать, бросая в ствол осколочные гранаты, но это не дало видимого эффекта, поэтому из-за нехватки времени они просто сняли затвор и разбросали его части в разные стороны. К этому времени обер-лейтенант Штайнер возвратился во Франсвиль и приказал 2-й и 3-й батареям своего полка открыть огонь по батарее Мервиля, нанёсший дополнительный урон десантникам.
К 05:00 бой стих, и парашютисты подали крейсеру Arethusa условный сигнал об успехе жёлтой дымовой шашкой. Кроме того, они отправили сообщение с почтовым голубем, которого связист лейтенант Джимми Лоринг (англ. Jimmy Loring) сумел сохранить живым в ходе десантирования и штурма. Однако радиосвязь наладить не удалось, и они опасались, что крейсер всё равно начнёт обстрел в 05:30, а потому поторопились покинуть опасный район как можно скорее. Однако прежде всего следовало позаботиться о раненых, которых с обеих сторон имелось большое количество. Их перевезли на салазках, предназначенных для подвоза снарядов к орудиям, в импровизированный лазарет в амбаре фермы Ара-де-Рец (фр. Haras de Retz), расположенной неподалёку от батареи, и оказали первую помощь. Трое немецких военнопленных — врач и два санитара, — к которым присоединились два британских санитара, остались ухаживать за ранеными, не делая различий по их национальной принадлежности. Врач отказался покинуть своих пациентов даже после того, как подполковник Отуэй предупредил его о риске гибели в случае артобстрела с моря. Впрочем, крейсер так и не открыл огонь по батарее.

### Отход, следующая цель
После отступления 75 уцелевших бойцов, вместе с захваченными на батарее немецкими военнопленными, двинулись к следующей цели. По дороге к ним присоединилось ещё несколько парашютистов, заблудившихся при десантировании, в том числе около 20 человек из роты «A» 1-го канадского парашютного батальона под командованием лейтенанта Клэнси (англ. Clancy). В соответствии с планом операции канадцы тут же приступили к боевому охранению 9-го парашютного батальона на марше. Подполковник Отуэй, оценив свои силы, понял, что их хватит для решения лишь одной из двух поставленных задач. Поэтому он выбрал наиболее приоритетную — вместо объектов в Сальнеле двинулся к Ле-Плэну. Около 09:00 на подступах к Ле-Плэну батальон подвергся обстрелу из станкового пулемёта MG 08 со стороны небольшого шато д’Амфревиль (фр. château d’Amfréville, ныне — в руинах), расположенного на вершине холма, господствующего над окрестностями. Десантники залегли, и бойцы лейтенанта Клэнси заняли круговую оборону, а затем выбили в ходе скоротечного боя немцев из шато, позволив, таким образом, британцам превратить эту удобную в тактическом отношении позицию в свой опорный пункт. Выполнив боевую задачу, канадцы покинули подполковника Отуэя, чтобы примкнуть к своему батальону, находящемуся в коммуне Ле-Мениль (фр. Le Mesnil, ныне — деревня в коммуне Бревиль-ле-Мон).
В 09:30 9-й батальон попытался атаковать Ле-Плэн из шато д’Амфревиль. Однако, встретив упорное сопротивление немцев и потеряв командира одного из отделений, Отуэй был вынужден отступить к шато, дававшему некоторое укрытие остаткам его батальона. Там десантники окопались и стали дожидаться прибытия с побережья подкреплений — 1-й бригады коммандос, которые помогли завершить операцию.

## Последствия
После ухода англичан немцы вновь заняли батарею. Им удалось отремонтировать два из четырёх взорванных орудий, правда, теперь батарея могла стрелять не чаще, чем 2 раза в 10 минут. Обер-лейтенант Штайнер также не мог вести прицельный огонь по высаживающимся союзникам, поскольку его командно-наблюдательный бункер во Франсвиле был разрушен огнём морской артиллерии, а c батареи Сорд-Бич не просматривался. Эту проблему несколько компенсировали корректировщики, находившиеся вместе с 736-м пехотным полком в Ла-Бреше (фр. La Brèche) и помогавшие ему наводить гаубицы до тех пор, пока их позиция не была уничтожена. Однако на каждую попытку открыть огонь немцы получали ответный залп крейсера Arethusa, заставлявший их прятаться в укрытия и надолго прекращать стрельбу, что сводило боевую эффективность батареи практически на нет.
До конца дня 6 июня 1944 года pаненые 9-го парашютного батальона, многие в критическом состоянии, находились на ферме Ара-де-Рец без квалифицированной медицинской помощи — как выяснилось позднее, оставшийся с ними немецкий врач погиб от разрыва случайного снаряда, когда отправился за медикаментами в один из казематов. Во второй половине того же дня батальонный капеллан преподобный Джон Гвиннетт (англ. John Gwinnett), потерявшийся, как и многие парашютисты, при десантировании, добрался до временного штаба 3-й парашютной бригады в Ле-Мениль. Там он услышал о положении раненых однополчан и вместе с водителем, рядовым Олтом (англ. Allt), немедленно отправился за ними на трофейном немецком грузовике. Для защиты от вражеских снайперов они в качестве живого щита посадили на капот машины немецкого военнопленного с развёрнутым самодельным красным крестом. В кузове помещалось лишь четверо лежачих раненых, поэтому капеллану с водителем пришлось вывозить их в несколько рейсов. Спасательную операцию они закончили в 21:30, доставив последних пострадавших в расположение 224-го парашютного медицинского отряда при штабе бригады, где тем была оказана необходимая помощь.
На следующий день, 7 июня, батарею практически без боя вновь захватили два взвода 3-го батальона из состава 1-й бригады британских коммандос. Позже немцы контратаковали, нанеся тяжёлый урон нападавшим. Британцы оставили батарею и так и не сумели полностью уничтожить или взять её под свой контроль вплоть до 17 августа 1944 года, когда вермахт начал отступление из Франции.

### Потери сторон
Британские десантники понесли во время штурма батареи тяжёлые потери — 75 человек, половину атаковавших. Из них около 30 были ранены, остальные погибли. Кроме того, многие парашютисты, рассеянные при десантировании, утонули в прудах и болотах, пострадали от так называемой «роммелевой спаржи» (нем. Rommelspargel), погибли на минных полях или были убиты немцами. Общие потери батальона 6 июня 1944 года составили 94 человека убитыми, 167 ранеными и 194 пропавшими без вести. Пленных десантников насчитывались единицы, поскольку в немецких войсках действовал приказ: вражеских парашютистов в плен не брать, а расстреливать на месте.
Вермахт потерял во время штурма батареи 22 человека убитыми и приблизительно столько же пленными, лишь шесть человек из всего гарнизона не имели ранений.

## Награды и воинские почести
В октябре 1944 года за командование штурмом Мервильской батареи подполковник Теренс Отуэй был награждён орденом «За выдающиеся заслуги».
Штурм Мервильской батареи под символическим названием Merville Battery нанесён на знамя Парашютного полка Великобритании. Согласно традициям британской армии, такие почести оказываются полкам, отличившимся (преимущественно победившим) в той или иной военной кампании.

## Память
После окончания Второй мировой войны каждый год 6 июня ветераны 9-го парашютного батальона собирались на руинах Мервильской батареи, чтобы почтить память своих павших товарищей. 5 июня 1983 года после трёхмесячной реновации каземата № 1 в нём открылся музей, посвящённый штурму батареи. Экспозиция музея постоянно развивается и в настоящее время включает в себя все четыре каземата, а также артиллерийские орудия и военную технику на открытых площадках. С 25 октября 2001 года все сооружения Мервильской батареи были классифицированы как исторический памятник и занесены в базу Мериме французского министерства культуры.
Перекрёсток возле коммуны Гонвиль-ан-Ож, на котором перед штурмом Мервильской батареи подполковник Отуэй встретил разведгруппу майора Джоржа Смита, теперь носит имя 9-го парашютного батальона (фр. Сarrefour du 9e Bataillon). Там установлена стела в память подвига британских парашютистов.
В 2004 году, к 60-летию высадки в Нормандии, на телеканалах многих европейских стран и Японии вышел чёрно-белый художественно-документальный фильм BBC «D-Day», повествующий о событиях операции «Нептун», в том числе и о штурме Мервильской батареи. В фильме снялись как непосредственные участники этих событий (среди них — подполковник Теренс Отуэй и обер-лейтенант Раймунд Штайнер), так и драматические актёры, сыгравшие их же в реконструкции событий 6 июня 1944 года. Фильм был также выпущен на DVD под названием «D-Day 6.6.1944».

## Оценки
В послевоенное время историки, в основном англоязычные, единодушно оценивали итог штурма, как безусловный успех британского воздушного десанта: в результате атаки 9-го парашютного батальона Мервильская батарея была нейтрализована, а угроза британскому морскому десанту на Сорд-Бич своевременно устранена. Однако в 1987 году непосредственный участник событий Алан Джефферсон (англ. Alan Jefferson), служивший капитаном 9-го парашютного батальона и получивший тяжёлое ранение в ходе штурма, опубликовал сенсационную книгу «Атака на мервильские орудия» (англ. Assault on the Guns of Merville). В ней впервые эти события были освещены с противоположной стороны — приведены свидетельства немецких солдат и офицеров, оборонявших батарею. В частности, командир батареи обер-лейтенант Штайнер отрицал повреждение орудий парашютистами, утверждая, что три из них оказались после атаки в полном порядке, и что в последующие дни он сумел уничтожить транспортное судно союзников с боеприпасами, ставшее под разгрузку в Уистреаме, которое долго горело и в конце концов затонуло. Якобы новость об этом успехе достигла Берлина, и 20 июня 1944 года батарею даже посетили два военных фотокорреспондента. В книге Джефферсона ему вторит предшественник на посту командира батареи (декабрь 1943 — март 1944 года), лейтенант Ганс Малш (нем. Hans Malsch), который сообщил автору, что 6 июня 1944 года батарея была полностью готова к бою и принимала участие в обстреле морского десанта союзников. Эта книга вызвала бурную и длительную дискуссию среди специалистов, разделившихся на два «лагеря», один из которых придерживался «официальной» точки зрения об успехе штурма, а другой её отрицал. В 2004 году Раймунд Штайнер повторил в общих чертах ту же версию в интервью журналу Stern, присовокупив также уничтожение 6 июня 1944 года своей батареей приводов шлюза Канского канала, что, по его мнению, заблокировало канал и предотвратило прорыв союзников к городу Кан в тот же день с моря.
В дальнейшем более тщательное изучение историками корабельных журналов и рапортов военных частей союзников и их противников, а также опросы ветеранов — участников событий с обеих сторон, позволили достоверно установить следующие факты:
- 6 июня 1944 года батарея огня по морскому десанту союзников не открывала[К 11]; британские парашютисты повредили, как минимум, три орудия из четырёх в достаточной степени, чтобы они не могли стрелять, по меньшей мере, следующих три полных дня;
- 7 и 8 июня только одно орудие из четырёх произвело несколько редких выстрелов, цели и результативность стрельбы неизвестны;
- В ходе штурма парашютисты вывели из строя (убили, ранили или захватили в плен) значительное количество немецких артиллеристов, что заметно сказалось на боеспособности батареи;
- Плацдарм, захваченный британской 6-й воздушно-десантной дивизией, отрезал батарею от других частей вермахта. Пути её снабжения находились под постоянным наблюдением союзников с моря и с воздуха, что не позволяло немцам быстро восполнить недостаток личного состава, боеприпасов и запасных частей к орудиям;
- Всё это в сочетании с другими факторами, в частности, регулярными обстрелами кораблями Королевского флота, долгое время не позволяло батарее возобновить огонь;
- 14 июня 1944 года батарея перешла в подчинение 711-й пехотной дивизии вермахта, и новое командование приказало обер-лейтенанту Штайнеру открыть огонь по кораблям союзников двумя или тремя орудиями, которые были к тому моменту отремонтированы;
- 15 июня батарея попыталась открыть огонь по военным транспортам союзников, ставшим под разгрузку в районе Уистреама. Немецкие артиллеристы добились нескольких попаданий, причинив некоторые людские потери и незначительные материальные повреждения. В ответ моряки поставили дымовую завесу, которая вероятно была принята Штайнером за дым от пожара на одном из судов, однако уничтожение или тяжёлое повреждение целого корабля документально не подтверждается;
- Все попытки батареи открыть огонь встречали немедленный ответ корабельной артиллерии союзников, что заставляло гарнизон укрываться в бункерах и казематах, на длительное время прерывая стрельбу;
- Немецкие фотокорреспонденты, если и посещали батарею 20 июня, то исключительно как единственную точку, доступную им к тому времени для фото- или киносъёмки панорамы зоны высадки союзников. Никаких публикаций, относящихся к Мервильской батарее в немецких СМИ того периода обнаружено не было;
- В донесениях и приказах обеих воюющих сторон, относящихся к первым декадам после высадки в Нормандии, неоднократно сообщается о обстреле Сорд-Бич и окрестностей различными мобильными и стационарными батареями немцев (например, из Ульгата), а также о принятых мерах противодействия им (авиаудары и артобстрелы с моря). Однако Мервильская батарея, в отличие от других, встречается в этих документах исключительно редко, что свидетельствует о её крайне невысокой военной значимости после 6 июня 1944 года[75][76].

Таким образом, основная цель штурма Мервильской батареи была достигнута — батарея не смогла ни помешать высадке союзников, ни причинить им сколько-нибудь значимого ущерба. План подполковника Отуэя, несмотря на всю его сложность и целый ряд неудач при реализации, сработал. Вопреки острой нехватке сил для штурма, 9-й батальон ценой тяжёлых собственных потерь спас множество солдатских жизней на побережье. Всё это ставит данную операцию в ряд наиболее выдающихся достижений британского воздушного десанта.

## Дополнительные публикации
- Приложение к №36753, с. 4785 (англ.) // London Gazette : newspaper. — London, 1944. — No. 36753. — P. 4785. — ISSN 0374-3721.
- Hickman, Mark. 6th Airborne Division and Attached Units :  [англ.] // The Pegasus Archive: The British Airborne Forces 1940—1945 : site. — Дата обращения: 10.05.2018.
- Hickman, Mark. The Merville Battery :  [англ.] // The Pegasus Archive: The British Airborne Forces 1940—1945 : site. — Дата обращения: 14.05.2018.
- Hickman, Mark. Lieutenant-Colonel Terence Brandram Hastings Otway :  [англ.] // The Pegasus Archive: The British Airborne Forces 1940—1945 : site. — Дата обращения: 12.07.2018.
- Hickman, Mark. Major Allen James Maule Parry :  [англ.] // The Pegasus Archive: The British Airborne Forces 1940—1945 : site. — Дата обращения: 16.05.2018.
- Smith, Robert Barr. Attack on The Merville Gun Battery During the Battle of Normandy :  [англ.] // Warfare History Network : military portal. — 2015. — 7 August. — Дата обращения: 16.05.2018.
- Rymen, Carl. The Merville Gun Battery and its Role After 9th Parachute Battalion's Attack :  [англ.] // The Pegasus Archive: The British Airborne Forces 1940—1945 : site. — 2016. — Дата обращения: 11.07.2018.
- Alan Jefferson :  [англ.]. — The Telegraph, 2010. — 20 April. — Дата обращения: 11.07.2018.
- Steiner, Raimund. "Ich schämte mich, sie zu erschießen" :  [нем.] / Aufgezeichnet von Sabine Fiedler. — Stern, 2004. — 3 Juni. — Дата обращения: 11.07.2018.